# 台湾革命同盟会

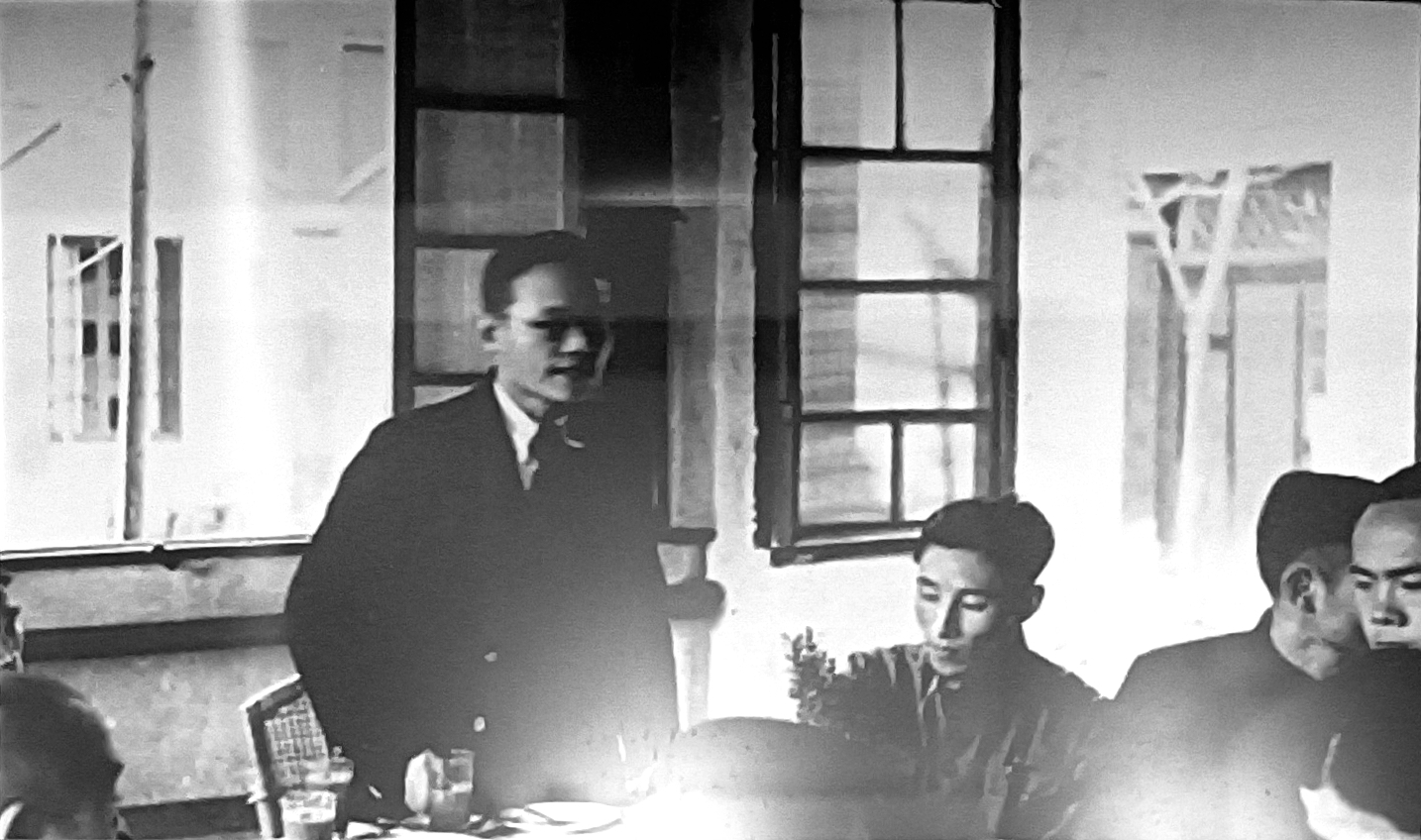
1941年2月10日，台湾革命同盟会在重庆成立

台湾革命同盟会是中国抗日战争期間台湾反日人士在中華民國重慶建立的組織，1941年2月10日由台湾革命团体联合会、台湾革命党、台湾青年革命党、台湾国民革命党等4个抗日团体合併而成，該組織主張推翻日本在台湾的統治，幫助中華民國接管台灣，協助中華民國對抗日本。台湾革命同盟会以《新台湾》、《台湾民声报》为机关报，编撰《台湾问题丛书》。李友邦、丘念台、谢东闵、李纯青、宋斐如、李万居、谢南光、黄朝琴、游弥坚等先後擔任該組織領導人。台湾革命同盟会下轄北方執行部與南方執行部，北方執行部由李友邦的臺灣義勇隊負責，總部位於浙江金華，南方執行部則由張邦傑的革命黨領導，總部位於福建漳州。台湾革命同盟会會員不滿千人，內部派系鬥爭激烈，又與中國國民黨臺灣黨部不合。
1941年至1944年期間，台湾革命同盟会鼓动台灣人发动12次暴动，参加人数达1300余人。
1942年1月19日，臺灣革命同盟會中央執行委員會主席張邦傑向國民政府行政院遞交「收復臺灣五項意見」，要求國民政府認定「臺灣為中華民國領土、臺灣是中華民國的一個省」，並要求地方政府釋放被拘禁的臺灣人，以及歸還因中日戰爭爆發而被中華民國政府沒收的臺灣人持有之產業、撥付經費給臺灣革命同盟會。1月24日，國民政府表示由於「台灣是中華民國領土」的主張事關國策，為免引起他國疑慮，應該暫緩商議；至於台灣人在中華民國被拘禁，國民政府認為對待在華臺人與對待日本僑民應有所不同，並主張台灣人改入中國國籍來解決此類問題。1943年11月，由於有傳言英美在擊敗日本後可能會共管臺灣，臺灣革命同盟會於是呼籲國民政府行政院設立「臺灣省政府」。《開羅宣言》發表後，臺灣革命同盟會又向國民政府遞交「臺灣省政府籌備處設立要綱」，國民政府於是決定讓中央設計局成立臺灣調查委員會，草擬「臺灣接管計劃綱要」，梳理戰後臺灣接管問題。
1945年10月25日，中華民國政府接管台灣，台湾革命同盟会成員回到台湾后不久組織便直接解散。